# Drozsnyik István
Drozsnyik István (Abaújszántó, 1951. július 18. –) magyar képzőművész, költő.

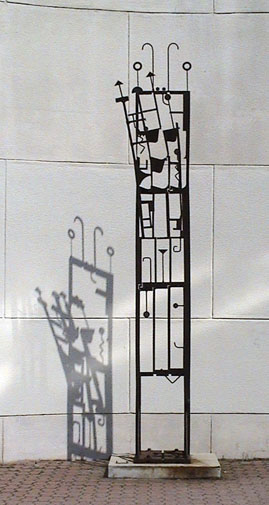
Drozsnyik István: A nappalok és éjszakák elválása tücsökzenére. A kompozíció a Tudomány és Technika Háza (Miskolc, Görgey u. 5.) előtt áll

## Életpályája
Földműves család kilencedik gyermekeként született. Hamar kiderült róla, hogy tehetségesen rajzol. 12–13 éves korában részt vett Tokajban, az amatőr képzőművészeti táborban, ahol Dezső József támogatta. 1978-ban diplomázott a Nehézipari Műszaki Egyetemen, és több polgári foglalkozás után, 1988-tól szabad szellemi foglalkozású képzőművészként, Miskolcon él. Nem végzett képzőművészeti iskolákat, autodidaktaként tanult, mesterei Varga Miklós szobrászművész és Pető János grafikus, festőművész. Foglalkozik szobrászattal, grafikával, festészettel, kerámiával, objektek, performanszok, videofilmek, installációk és tárgyi környezetek készítésével, vers- és prózaírással. Avantgárd, posztmodern, expresszionista stílusban készült alkotásainak két nagy vonulata a corpus, kereszt és a szék motívuma. Munkái közül kiemelendő három hatalmas, 8×3 méteres ceruzarajza, Az utolsó vacsora, a Golgota és a Honfoglalási toposzok. Munkáival több mint 791 kiállításon szerepelt, műveinek száma 17 500 körül van.

## Ars poétikája
Amikor dolgozni kezdek, mert muszáj, mert úgy érzem beleőrülök, mert felspannolt lelkem és idegrendszerem húrjai pattanásig feszülnek – érzem lépésenként távozik belőlem a bánat, s a fájdalmakkal bélelt keserűség. Lassan elcsendesül (elfogy) körülöttem a világ, és feloldódik a festékben. Könnyeim átszivárognak a hófehérbe öltözött lapra, fekete, színes vonalakkal (foltokkal) átfestem fehér ruháját – táncba kezdek a kavargó színekkel, fehér lelkem orgazmusai életre kelnek a lapon, s mire a végére érek mindig meghalok a kép él helyettem.

## Kiállításai

### Országos, Csoportos, Nemzetközi kiállítások (válogatás)
- 1978, 1978 Rajzok, Miskolci Galéria
- 1979 Tavaszi Tárlat, Salgótarján
- 1983 Mai magyar grafika és rajzművészet, Magyar Nemzeti Galéria, Budapest
- 1984 Országos Képzőművészeti kiállítás '84, Műcsarnok, Budapest
- 1984, 1985, 2004, 2006 Országos Rajzbiennálé, Nógrádi Sándor Múzeum, Salgótarján
- 1985 40 alkotó év, Műcsarnok, Budapest
- 1985, 1991, 1996, 2006 Országos grafikai biennálé, Miskolci Galéria
- 1987, 1989, Alföldi Tárlat, Békéscsaba
- 1990 VI. Szolnoki Képzőművészeti Triennálé, Szolnoki Galéria, Szolnok
- 1991 I. Nemzetközi Grafikai Biennálé, Győr
- 1992, 2002 Országos Faszobrászati kiállítás, Nagyatád
- 1993 I. Országos Pasztell Biennálé, Balassa Bálint Múzeum, Esztergom
- 1994 Nemzetközi Festészeti Biennálé, Przemyśl (Lengyelország)
- 1995 Gabrovo (Bulgária)
- 1995 Helyzetkép/Magyar szobrászat, Műcsarnok, Budapest
- 1998 Kollázs, Vigadó Galéria, Budapest
- 1999 IV. Groteszk pályázat, Vaszary Képtár, Kaposvár
- 1999, 2005 Országos Kisplasztikai Biennálé, Pécsi Galéria, Pécs
- 2000, 2003 Nemzetközi Grafikai Biennálé, Miskolci Galéria, Miskolc
- 2001 Szobrászaton innen és túl, millenniumi szoborkiállítás, Műcsarnok, Budapest
- 2003 Magyar Szobrász Társaság kiállítása, Vigadó Galéria, Budapest
- 2003, 2005, 2007 Nyári Tárlat, Olasz Kulturális Intézet, Szeged
- 2004 XIX. Akvarell Biennálé, Dobó István Vármúzeum, Eger
- 2004 Román-magyar kortárs művészeti kiállítás, Kolozsvár
- 2004 Magyar Szobrász Társaság éves kiállítása, Szombathelyi Képtár
- 2005 Genezis 2. Országos Ikonográfiai Biennálé, Kecskeméti Képtár
- 2005 MAOE Ösztöndíjasok kiállítása, Olof Palme Ház, Budapest
- 2006 Akvarell Biennálé, Eger
- 2006 Magyar Szobrász Társaság Kiállítása, Városi Galéria, Dunaszerdahely [Szlovákia]
- 2007 Új Magyar Avantgárd, Vaszary Képtár, Kaposvár
- 2007 Kelet-európai Digitális Üzenet, Vaszary Képtár, Kaposvár
- 2007 29. Tavaszi Tárlat, Salgótarján
- 2007 Magyar Szobrász Társaság éves kiállítása, Művészet Malom, Szentendre
- 2008 Nemzetközi Országos Grafikai Triennálé, Miskolci Galéria, Miskolc
- 2008 10. Országos Faszobrászati Kiállítás, Nógrádi Történeti Múzeum, Salgótarján
- 2008 Országos Groteszk Képző-, Ipar- és Fotóművészeti Kiállítás, Vaszary Képtár, Kaposvár
- 2008 V. Fa, Kisszobor és Szobrászrajz Biennálé, Erdős Renée Ház, Budapest
- 2009 Sziget Installáció és Akcióművészeti Nemzetközi Kiállítás, Petőfi-sziget, Baja
- 2009 Dedukció I. Szobrász Biennálé, Művészet Malom, Szentendre
- 2009 Téli Tárlat, Miskolci Galéria, Miskolc
- 2009 Magyar Képzőművészek és Iparművészek Szövetsége Festészeti Kiállítása, Táncszínház Galéria, Budapest
- 2009 Arcok és Sorsok Országos Portré Biennálé, Moldvay Győző Galéria, Hatvan
- 2010 I. Országos Rajz Triennálé Nógrádi Történeti Múzeum, Salgótarján
- 2010 „Sziget” XI. Nemzetközi Installáció és Akcióművészeti Kiállítás Petőfi Sziget, Baja
- 2010 „Tengelyek” a Mai Magyar Szobrászatban, Miskolci Galéria, Miskolc
- 2010 XIX. Hatvani Tájkép Biennálé Moldvai György Galéria, Hatvan
- 2010 I. Erdélyi Nemzetközi Grafikai Biennálé Románia, Sepsiszentgyörgy
- 2010 X. Losonci Akvarell Triennálé Szlovákia, Losonc
- 2011 „Vonal és forma” Magyar Képző-és Iparművész Szövetség Szobrász Szakosztályának Szobrászrajz Kiállítása Táncszínház, Budapest
- 2011 14. Nemzetközi Kisgrafikai Triennálé Lengyelország, Łódź
- 2011 Tavaszi Tárlat Nógrádi Történeti Múzeum Salgótarján
- 2011 III. Országos VÍZ és ÉLET Képzőművészeti Biennálé Bácskai Kultúrpalota Baja
- 2011 XXXVI. Szegedi Nyári Tárlat Reök, Szeged
- 2011 Országos Debreceni Nyári Tárlat Kölcsey Ferenc Művelődési Központ Debrecen
- 2011 Kortárs Egyházművészeti Kiállítás Moldvay Győző Galéria, Hatvan
- 2012 8. Groteszk Kiállítás Agóra Képtár, Kaposvár
- 2012 Tér-pontok II. Országos Szobrász Biennálé Művészeti Malom
- 2012 International Small engraving Salon, Floreán Múzeum Nagybánya, Románia
- 2013 Vonalak Alakzatai MKISZ Grafikai Kiállítása Táncszínház, Budapest
- 2013 Polifónia MKISZ Festőszakosztályának Kiállítása Napóleon-Ház, Győr
- 2013 29. Országos Érem Biennálé, Lábasház,
- 2013 I. Nemzetközi Képzőművészeti Biennálé VÍZ-JEL, Türr István Múzeum, Baja
- 2013 32. Országos Tavaszi Tárlat, Nógrádi Történeti Múzeum, Salgótarján
- 2014 Megapixel MET kiállítása, MÜSZI, Budapest
- 2014 Fehéren/Feketével MKISZ Grafikai Kiállítása, Táncszínház, Budapest
- 2014 XXVI. Miskolci Grafikai Triennálé, Miskolci Galéria
- 2014 EVIDENCIA III. Országos Szobrász Biennálé (Művészet Malom, Szentendre)
- 2015 9. Groteszk Triennálé (Vasary Képtár, Kaposvár)
- 2015 Itt és Most Nemzeti Művészeti Szalon (Műcsarnok, Budapest)
- 2015 4. Bangkok Triennálé Nemzetközi Rajz és grafikai Kiállítás /Kulturális Művészeti Központ, Thaiföld (Bangkok)
- 2015 Humor és Szatíra Nemzetközi Biennálé /Humor és Szatíra Háza, Bulgária (Gabrovó)
- 2015 MAOE „HARMÓNIA” című Kiállítása (Művészet Malom, Szentendre)
- 2016 VIII. Ikonográfiai Biennálé (Kecskeméti Képtár)
- 2016 III. Országos Rajztriennálé /Dornyay Béla Múzeum/ Salgótarján
- 2016 XXII. Országos Tájkép Biennálé /Moldvay György Galéria/ Hatvan
- 2016 Októberi emlékezés MMA Képzőművészeti Kiállítása /Vigadó Galéria/ Budapest
- 2016 Art Market Nemzetközi Kortárs Képzőművészeti Vásár MET Kiállítása /Millenáris Park/ Budapest
- 2016 „Áthatások” Nemzetközi Képzőművészeti Kiállítás /Apáczai Csere János Galéria/ Románia/Kolozsvár
- 2017 I. Hatvani Kisgrafikai Tárlat / Moldvay György Galéria/ Hatvan
- 2017 XXI. Országos Érembiennálé /i Múzeum/
- 2017 Reformáció – 500 Képzőművészeti Kiállítás /Kölcsey F. Központ/ Debrecen
- 2017 KÁOSZ és REND MAOE Kiállítása /REÖK/ Szeged
- 2017 Nemzetközi Kisgrafikai Kiállítás Lengyelország /Łódź
- 2017 Jel-kép Képzőművészeti Kiállítás /Apáczai Csere János Galéria/ Románia/Kolozsvár
- 2018 IX. Kortárs Keresztyén Ikonográfiai Biennálé /Kecskeméti Képtár/ Kecskemét
- 2018 2. Országos Kisplasztikai Tárlat /Stefánia palota/ Budapest/
- 2018 III. Országos Akvarell Triennálé /Kepes Intézet/ Eger
- 2018 NKA 25 év 25 nap 25 esemény /Tornyai János Múzeum/  Hódmezővásárhely
- 2018 Ezüst Négyszög Kárpátok Régió Nemzetközi Festészeti Triennálé / /Przemyśl-i Kortárs Művészeti Galéria/ Lengyelország/ Przemyśl
- 2018 Kitelepítések 70. Képzőművészeti Kiállítás /Rekiczky Ház/ Szlovénia/Léva
- 2019 35. Országos Tavaszi Tárlat /Dornyay Béla Múzeum/ Salgótarján
- 2019 XXII. Országos Érembiennálé /i Múzeum/
- 2019 XL Nyári Tárlat /REÖK/ Szeged
- 2019 Tavaszi Tárlat /Stefánia palota-szoborpark/ Budapest
- 2019 4 Global print Nemzetközi Kiállítás Portugália
- 2019  DIGITAL ART Budapest-Kis magyar körkép MET Kiállítás /The Bokx Gallery/ Görögország/Athén
- 2019 „Csoda” Képzőművészeti Kiállítás /Kádár László Képtár/ Románia/Kovászna
- 2020 X. Kortárs Keresztyén Ikonográfiai Biennálé /Kecskeméti Képtár/ Kecskemét
- 2020 Ezüst Gerely Pályázat /Sport Múzeum/ Budapest
- 2020 Hatvani Kisgrafikai Biennálé/Moldvay György Galéria/ Hatvan
- 2020 Tavaszi Tárlat Online /Gaál Imre Galéria/ Budapest
- 2021 52. Tavaszi Tárlat /Pesterzsébeti Múzeum/ online kiállítás Budapest
- 2021. 36. Országos Tavaszi Tárlat /Dornyay Béla Múzeum/ Salgótarján
- 2021. Szegedi XLI. Nyári Tárlat /REÖK/ Szeged
- 2021 Horizont MAOE Kiállítása /REÖK/ Szeged
- 2021 Kép-Tár-Ház Kortárs festészeti Kiállítás MKISZ /Szombathelyi Képtár/ Szombathely
- 2021 XXIII. Arcok és Sorsok Országos Portré Biennálé /Moldvay György Galéria/ Hatvan
- 2022 MKISZ Érem Szakosztály Kiállítása /MKISZ Galéria/ Budapest
- 2022 MKISZ Szobrász Szakosztály „Ég és föld” című Kiállítása /MKISZ Galéria/ Budapest
- 2022 IV. Hatvani Kisgrafikai Biennálé / Moldvay György Galéria/ Hatvan
- 2022 Ezüstgerely /Magyar Olimpia és Sport Múzeum/ Budapest
- 2022 MMA Üzenet című Kiállítása /Vigadó Galéria/ Budapest
- 2023 Szabadság, szeretlek! in memórián Kölcsey Ferenc és Petőfi Sándor /Apáczai Csere János Galéria/ Kolozsvár/Románia
- 2023- Szegedi XLI. Nyári Tárlat /REÖK/ Szeged
- 2024- V. Hatvani Kisgrafikai Biennálé /Moldvay György Galéria/ Hatvan
- 2024- V. Országos Akvarell Triennálé /Ziffer Sándor Galéria/ Eger
- 2024- Grendel 75 /Szlovákiai Magyar Kultúra Múzeuma/ Pozsony/Szlovákia
- 2024- Szabadság Szeretlek EMME Kiállítása /Reménységháza/ Brassó/Románia
- 2024-XII. Kortárs Keresztény Ikonográfiai Biennálé, Cifrapalota, Kecskemét

### Egyéni kiállításai
Magyarországon:
- 1979 – Mini Galéria, Miskolc
- 1979 – Nehézipari Műszaki Egyetem, Miskolc
- 1980 – Művelődési Ház, Balmazújváros
- 1980 – Művelődési Ház, Sátoraljaújhely
- 1981 – NME, Budapest
- 1981 – Nevelőintézet, Alsózsolca
- 1981 – Dzsámi, Szigetvár
- 1981 – Művelődési Ház, Székesfehérvár
- 1982 – Mini Galéria, Miskolc
- 1982 – Lila Iskola, Budapest
- 1983 – Fiatal Művészek Klubja, Budapest
- 1985 – Miskolci Galéria, Miskolc
- 1988 – Művelődési Ház, Sárospatak
- 1988 – Építők Galériája, Miskolc
- 1990 – Magyar Néphadsereg Művelődési Háza, Budapest
- 1990 – Tanítóképző Főiskola Galériája, Sárospatak
- 1990 – Medgyessy Terem, Debrecen
- 1990 – Aba-Novák Terem, Szolnok
- 1991 – Ernst Múzeum (összes terem), Budapest
- 1991 – Szakmunkás Galéria, Miskolc
- 1991 – Fortuna Galéria, Miskolc
- 1992 – Tornyai János Múzeum, Hódmezővásárhely
- 1993 – Városi Galéria, Nyíregyháza
- 1993 – Vár Art Galéria, Győr
- 1993 – Csók István Galéria, Budapest
- 1994 – Nógrádi Történeti Múzeum, Salgótarján
- 1994 – Jósa András Múzeum (Szék-leletek), Nyíregyháza
- 1994 – Löffler Béla Múzeum, Kassa, Szlovákia
- 1995 – Kecskeméti Képtár, Kecskemét
- 1996 – Móra Ferenc Múzeum Képtára (Szék-varázslat), Szeged
- 1996 – Derkovits Kis Galéria (Székkakasok éneke), Tiszaújváros
- 1997 – Élet-Mű-Részek I. (hét kiállítás egy időben)
  - Miskolci Galéria (összes terme), Miskolc
  - Mini Galéria, Miskolc
  - Fotógaléria, Miskolc
  - Megyei Könyvtár, Miskolc
  - Városi Galéria és Múzeum, Győr
  - Napoleon Ház, Győr
  - Művészetek Háza (Urbán Tiborral és Fátyol Zoltánnal), Szekszárd
- 1999 – Cosmopolitan Galéria, Göteborg, Svédország
- 2000 – Déri Múzeum (Bibliai utazások), Debrecen
- 2000 – Helytörténeti Múzeum (gyűjtemény) állandó kiállítás, Abaújszántó
- 2001 – Miskolci Galéria, Élet-Mű-Részek II., Miskolc
- 2001 – Muzeul De Arta, Brassó, Románia
- 2002 – Sárospataki Képtár (Bedobozolt lelkek), Sárospatak
- 2003 – Munkácsy Mihály Múzeum (Mr. Chagall no és Én ), Békéscsaba
- 2004 – Kis Szerb Templom (Corpusok és keresztek ), Baja
- 2005 – Ökollégium Artgaléria, Budapest
- 2006 – Miskolci Galéria, Élet-Mű-Részek III., Miskolc
- 2006 – Körmendi Galéria (Szék kiáltvány),
- 2007 – Vaszary Képtár, Élet-Mű-Részek IV. (Óda a székhez), Kaposvár
- 2009 – Radvánszky Kastély, Sajókaza
- 2010 – Hír TV Különkiadás, stúdió kamarakiállítás, Budapest
- 2011 – Csikász Galéria, ÉLET-MŰ-RÉSZEK VI.(Székekbe szorult álmok), Veszprém
- 2011 – Miskolci Galéria, ÉLET-MŰ-RÉSZEK VII. („Mementó”), Miskolc
- 2012 – Olaszliszka Kossuth Ház, Március 15.-i köszöntő (Kamara Tárlat Ézsiás Istvánnal) Olaszliszka
- 2013 – Napóleon-ház, ÉLET-MŰ-RÉSZEK VIII.(Mindörökké Művészet) Győr
- 2014 – Miskolci Nemzeti Színház, Improvizációk Shakespeare IV. Henrikére, Miskolc
- 2015 – Miskolci Galéria Élet-Mű-Részek IX. „Drozsnyik sok-k-k!!”, Miskolc
- 2016 – Helytörténeti Múzeum kamara kiállítás (állandó) Abaújszántó
- 2016 – Jubilálók című kamara kiállítás /Füleky Adriennel és Gábos Józseffel/ MET Galéria Budapest
- 2016 – „A székek elcsatangolt álmai” Sillye Gábor Művelődési Központ Hajdúböszörmény
- 2019 – „Angyalok szárnyán" ÉLET-MŰ-RÉSZEK XI. /Soproni Múzeum – Fabricius -ház/ Sopron
- 2021 – ÉLET-MŰ-RÉSZEK XII. „Metamorfózis" /Pesterzsébeti Múzeum/ Budapest online
- 2022 – Látunk: hárman, háromféleképpen (Faragó Ágnessel és F. Balogh Erzsébettel) Kóka Ferenc Művészeti Alapítvány kiállító tere Budapest
- 2022 – ÉLET-MŰ-RÉSZEK XIII. "Picasso és Én" /Esterházy-palota/ Győr
- 2023 – ÉLET-MŰ-RÉSZEK XIV. /Miskolci Galéria/ Miskolc
- 2024 – ÉLET-MŰ-RÉSZEK XV. „Százszor” /Városi Kiállítóterem/ Tiszaújváros

Külföldön:
- 1994 – Löffler Béla Múzeum Szlovákia-Kassa
- 1999 – Cosmopolitan Galéria Svédország-Göteborg
- 2001 – Muzeul De Arta Románia-Brassó
- 2008 – Kelet Európai Városi Galéria Múzeum Székek és keresztek (Urbán Tiborral) Lengyelország, Gorlice
- 2010 – Teleki Magyar Ház (Urbán Tiborral) Románia, Nagybánya
- 2010 – Zentai Városi Múzeum Szerbia, Zenta Élet-Mű-Részek V.
- 2015 – Topolya Városi Múzeum Szerbia, Élet-Mű-Rész
- 2017 – Kortárs Magyar Galéria Szlovákia, Dunaszerdahely Élet-Mű-Rész X.

## Díjai, elismerései
- 1978–1984 – Fiatal képzőművészek Stúdiójának ösztöndíja
- 1982 – Fiatal Képzőművészek Stúdiójának szakmai ösztöndíja
- 1982 – Országos „Ezüstgerely” Pályázat különdíja
- 1984 – Felszabadulási Pályázat Borsod-Abaúj-Zemplén Megyei KISZ és Üzemi díj
- 1984, 2000, 2005 – Miskolc város művészeti ösztöndíja
- 1984 – Fiatal Képzőművészek Stúdiójának ösztöndíja
- 1987 – NOSZF 70. évfordulójára kiírt pályázaton Miskolc Város Tanácsának díja
- 1987, 1993, 1996, 2002, 2011 – Nemzetközi Kisgrafikai Triennálé diplomája (Łódź, Lengyelország)
- 1988 – Szocialista Kultúráért kitüntetés
- 1989 – SZOT-ösztöndíj
- 1995 – Győr város alkotódíja (Nemzetközi Művésztelep)
- 1997 – Országos Tavaszi Tárlat Borsod-Abaúj-Zemplén Megye Díja, Salgótarján
- 2001 – Miskolci Téli Tárlat, Salgótarján város díja
- 2002, 2003 – NKA alkotói ösztöndíja
- 2003 – V. Nemzetközi Szabadtéri Performansz és Installáció Kiállítás I. díj (Baja)
- 2004 – MAOE képzőművészeti ösztöndíj
- 2004 – Borsod-Abaúj-Zemplén megye önkormányzatának alkotói díja
- 2005 – Kortárs Képzőművészeti Kiállítás („Kossuth mítoszok”), nívódíj
- 2005 – Római Magyar Akadémia ösztöndíja (Nemzeti Kulturális Örökség Minisztériuma)
- 2007 – Magyar Köztársaság Ezüst Érdemkereszt /Oktatási és Kulturális Minisztérium/
- 2008 – NKA alkotói ösztöndíj
- 2009 – Kondor Béla-díj
- 2010 – NKA Alkotói Ösztöndíj
- 2011 – Miskolc Város Alkotói Ösztöndíja
- 2012 – Kiskőrös Városi Önkormányzatának Díja (Petőfi Pályázat)
- 2013 – NKA Alkotói Ösztöndíj
- 2013 – I. Homoród Szalon Nemzetközi Biennálé Dicsérő Oklevele /Románia/
- 2014 – Hajdúsági Nemzetközi Művésztelep Nívódíj /Hajdúböszörmény/
- 2015 – Hajdúsági Nemzetközi Művésztelep Káplár Miklós-díj /Hajdúböszörmény/
- 2015 – MAOE „HARMÓNIA” című kiállításán SZAKMAI ELISMERÉS
- 2016 – Miskolc Város Alkotói Ösztöndíja
- 2016 – NKA Alkotói Ösztöndíja
- 2017 – Magyar Arany Érdemkereszt polgári tagozat
- 2017 – Pro Urbe Abaújszántó
- 2018 – Hajdúsági Nemzetközi Művésztelep Nívódíj /Hajdúböszörmény/
- 2019 – NKA Alkotói Ösztöndíja
- 2020 – Gálffy Ignác életmű-díj /Miskolc/
- 2020 – NKA Alkotói Ösztöndíja
- 2021 – 52. Tavaszi Tárlatát (online) Pesterzsébeti Múzeum közönségdíja
- 2021 – 36. Salgótarjáni Tavaszi Tárlat Dornyay Béla Múzeum díja
- 2021 – MAOE „Horizont” című kiállításán Szakmai Díj
- 2021 – NKA Alkotói Ösztöndíja
- 2022 – Magyar Olimpiai Bizottság Ezüstgerely pályázatának különdíja képzőművészet kategóriában
- 2022 – NKA Alkotói Ösztöndíja
- 2023 – NKA Alkotói Ösztöndíja
- 2023 – Pro Urbe Miskolc
- 2024 –X. Spanyolnátha Nemzetközi Küldeményművészeti Biennálé Fődíja

## Tagságai
- 1977–91 – Fiatal Képzőművészek Stúdiója Egyesület
- 1992 – Magyar Képzőművészek és Iparművészek Szövetsége
- 1992 – Magyar Képzőművészek és Iparművészek Szövetsége, Grafikus Szakosztály
- 1985 – Magyar Alkotóművészek Országos Egyesülete
- 2000 – Magyar Képzőművészek és Iparművészek Szövetsége, Szobrász Szakosztály
- 1998 – Magyar Képzőművészek és Iparművészek Szövetsége, Festő Szakosztály
- 1998 – Magyar Szobrászok Társasága
- 1992 – Magyar Grafikusművészek Szövetsége
- 1991 – Fiatal Képzőművészek Egyesülete tiszteletbeli tag
- 2001 – Kapos Art Képző- és Iparművészeti Egyesület
- 2012 – Magyar Képzőművészek és Iparművészek Szövetsége, Érem Szakosztály
- 2013 – Magyar Elektrográfiai Társaság
- 2014 – Magyar Művészeti Akadémia Köztestületi tag
- 2023 – Magyar Művészeti Akadémia /MMA/ Miskolci Regionális Munkacsoport

## Alkotásai

### Köztéri szobrai

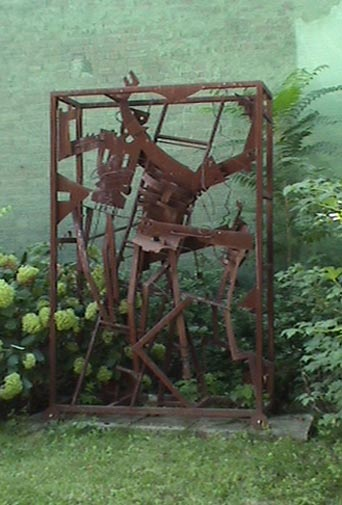
Drozsnyik István: A létra mindig megmarad. Az alkotás az Almássy-kúria (Európa-ház) udvarán (Városház tér 13.) állt

- 1997 – Miskolc, Tudomány és Technika Háza
- 1997 – Győr, Nemzetközi Szoborpark
- 2004 – Miskolc, Szoborpark (Almássy-kúria v. Európa-ház udvara)
- 2013 – Dunaszerdahely /Szlovákia/ Kortárs Magyar Galéria
- 2013 – Dunaszerdahely /Szlovákia/ Termálfürdő
- 2015 –  Miskolc, Diósgyőri vár, Lovagi Tornák Tere
- 2017 – Európa szoborpark – Vinár
- 2017 – Božena Němcová cseh írónő portré plakett Kisgyőr-Harsány /Emlékhely/
- 2021 – Vidám Páva-Tompa Mihály Kultúrkert és Alkotóház /vasszobor/ Hernádkak
- 2022 –  Dr. Dabasi Halász Zsuzsanna bronz éremdombormű Miskolci Egyetem
- 2023 – Vidám Páva-Tompa Mihály Kultúrkert és Alkotóház /vasszobor/ Hernádkak

### Performanszok, happeningek
- 1983 – Hodály metamorfózisa,
- 1983 – Vissza a városba,
- 1984 – Megtisztulás, Ónod
- 1986 – Bürokrácia I., Ónod
- 1986 – Bürokrácia II., Ónod
- 1988 – Szomjazó föld, Bulgária
- 1988 – Az erdő üzenete (Mementó), Miskolc
- 1988 – Szabadságszobor a Bükkben, Bükkszentkereszt
- 1991 – A művész, Budapest, Ernst Múzeum
- 1997 – Álmaimban sírnak értem a csillagok, Miskolci Galéria
- 1997 – Sámán ének, Miskolc-Pingyomtető
- 1997 – Bukfenc, Miskolc-Pingyomtető
- 1997 – Székháború, Miskolc-Pingyomtető
- 1999 – Kifehéredett idő, Miskolc, Rónai Művelődési Központ
- 2000 – Piéta, Debrecen, Déri Múzeum
- 2001 – Laokon Család, Miskolci Galéria
- 2001 – A sámánok nem hallgatnak, Miskolci Galéria
- 2001 – „Hogyha nem kell senkinek (happening), Miskolci Galéria
- 2002 – Bedobozolt lelkek, Sárospataki Képtár
- 2003 – Mr. Chagall, no és Én, Békéscsaba, Munkácsy Mihály Múzeum
- 2004 – Agymosás, Baja, Kis-Szerb Templom
- 2004 – Csavargó álmok, Miskolci Galéria
- 2004 – Acélgyári rovásírás Móder Rezsővel, Miskolci Galéria
- 2005 – Most és mindörökké, Miskolc
- 2006 – Requiem Kriston Ákosért (happening), Miskolci Galéria
- 2006 – Éljen az orgazmus, Miskolci Galéria
- 2006 – Alfa és Omega, Körmendi Galéria
- 2007 – Óda a székhez, Kaposvár, Vaszary Képtár
- 2009 – Út a székek nélküli világba, Miskolc
- 2009 – Keresztbe zárt pokoljárás, Miskolc
- 2009 – Fészekrakás alagútjaiban, Miskolc
- 2009 – Elborít a kétségbeesés, Miskolc
- 2009 – Tűzből születtem, Miskolc
- 2009 – Ének az elindul az erdőért, Miskolc
- 2009 – Égi csatlakozás, Miskolc
- 2010 – Vigyél haza egy téglányit a lelkemből (happening)Zenta Városi Múzeum(Szerbia)
- 2010 – Ez nem az én világom Miskolci Galéria
- 2011 – Tűzben dideregve Miskolci Galéria
- 2012 – Élethelyzetek Miskolc
- 2012 – Fáramászó székek tragikus halála Miskolc
- 2012 – Lavór performansz Miskolc
- 2013 – Hórajz performansz Miskolc
- 2013 – Székfogó időszekér performansz Miskolc
- 2013 – Valóságom katarzisa performansz Miskolc
- 2013 – Mindörökké Művészet performansz Győr /Napóleon-ház/
- 2014 – Nézz tükörbe! performansz Miskolc
- 2014 – Válaszok Shakespeare-nek XXI. Századból performansz, Miskolc /Nemzeti Színház/
- 2015 – A remény tükörképében összetört álmok performansz, Miskolc
- 2015 – Hiányos öltözékben performansz, Miskolc
- 2015 – Isten hozott Sárkány Győző performansz, Miskolc
- 2015 – Palackposta performansz, Miskolci Galéria
- 2015 – Sorrentói széküdvözlet performansz Sorrentó tengerpart
- 2015 – Tűztánc performansz Miskolc
- 2016 – Keresztút A változat performansz Miskolc
- 2016 – Keresztút B változat performansz Miskolc
- 2017 – „Ars longa, vita brevis” performansz Miskolc
- 2017 – Oltárképzetek performansz Miskolc
- 2017 – A művészet örök performansz Miskolc
- 2017 – Keresztút 2  performansz Szlovákia/Dunaszerdahely Kortárs Magyar Galéria
- 2018 – Időkerék performansz Miskolc
- 2018 – Tengerkincsek performansz Mallorca
- 2018– Szabadságszobor a tengernél performansz Mallorca
- 2018– Csak egy tánc performansz Mallorca
- 2019 – Üzenet a jövőnek performansz Miskolc
- 2019 – Vigyázd az erdőt performansz Miskolc
- 2019 – Amikor iszom egy pohárral és imádkozom az erdők egészségéért performansz Miskolc
- 2019 – A zokni halála performansz Miskolc
- 2021 – Így készült Drozsnyik István: Angyali üdvözlet a Halottainkért című festménye performansz /Kecskeméti Művésztelep/ (https://www.youtube.com/watch?v=2LtsQbMu8-M)
- 2021 – Műtermi aerobic performansz /Kecskeméti Művésztelep/
- 2021 – Volt egyszer egy HETVEN performansz /Miskolc/
- 2021– Kalap játék performansz /Miskolc/
- 2022- Amikor a Nő hordja a kalapot /Miskolc/
- 2023- Csak azért is performansz /Miskolci Galéria/

### Zenei zongora performansz
- 2017 – Csatangolás a zene szárnyain első tétel /Dunaszerdahely/
- 2017 – Csatangolás a zene szárnyain második tétel /Dunaszerdahely/
- 2017 – A világosság harca a sötétséggel /Dunaszerdahely/
- 2017 – Utazás a lelkem alagútjain 1-5-ig /Dunaszerdahely/
- 2019 – Etűd 1-5 /Miskolc/
- 2020 – A virtuózok a mennyekben járnak /Zsennye/ű
- 2020– A zene Istene megbocsájtásért esdekel /Miskolc/
- 2021– Mindenszentek 1–15 énekkel /Miskolc/
- 2023– Csak játszom egy kicsit /Miskolc/
- 2023– Karácsonyi üdvözlet /Miskolc/

### Enviromentek
- 1988 – Egy szelet torta, Bükkszentkereszt
- 1990 – Születés, Taktaharkány
- 1993 – A paradicsom elvesztése, Nyíregyháza, Városi Galéria
- 1995 – A létrák Terme, Kecskeméti Képtár
- 1995 – Ének az indiánokért, Kecskeméti Képtár
- 1999 – Bús Magyar Sors, Svédország, Göteborg, Cosmopolitán Galéria
- 2000 – Improvizáció Munkácsy Golgotájára, Debrecen, Déri Múzeum-Kupola
- 2001 – Széklabirintus,	Románia, Brassó, Városi Művészeti Múzeum
- 2001 – Történelmi dimenzió, Románia, Brassó, Városi Művészeti Múzeum
- 2006 – Corpusokkal és keresztekkel táncolok, Miskolci Galéria
- 2006 – Ősrobbanás, Miskolci Galéria
- 2006 – A szék metamorfózisa, Miskolci Galéria
- 2008 – Festmény szoba szaladó szenvedéssel, Kaposvár, Vaszary Képtár
- 2009 – A halászó székek lábáztatás közben kiállítást néznek, Sajókaza, Radvánszky Kastély
- 2010 – „Hazádnak rendületlenül…” Nagybánya Teleki Magyar Ház (Románia)
- 2017 – Kereszterdő, Dunaszerdahely Kortárs Magyar Galéria (Szlovákia)
- 2017 – Lebegés, Dunaszerdahely Kortárs Magyar Galéria (Szlovákia)
- 2023 – Belépés csak cipő nélkül, Miskolci Galéria
- 2023 – Noé bárkája, Miskolci Galéria

### Installációk
- 1991 – Föld – Törvény, Budapest, Ernst Múzeum
- 1991 – A Művész asztala, Budapest, Ernst Múzeum
- 1991 – A Művész hagyatéka, Budapest, Ernst Múzeum
- 1993 – Múltunkba szorulva, Miskolci Galéria
- 1996 – Piramis Álom, Győr, Városi Művészeti Múzeum
- 1996 – Szék varázslat, Szegedi Képtár
- 1997 – Hengerképek, Győr, Városi Múzeum
- 1997 – Fekete – Fehér, Miskolc, Mini Galéria
- 1997 – Szákkakasok Éneke, Győr, Napóleon Ház
- 1999 – Szeresd a Földet, Svédország, Göteborg, Cosmopolitán Galéria
- 2000 – Corpusok tánca, Debrecen, Déri Múzeum
- 2001 – Illés szekere, Miskolci Galéria
- 2002 – A ketrec álma a szabadságról, Kaposvár, Sétálóutca
- 2002 – Jézus és a latrok, Sárospataki Képtár
- 2003 – Lélekalagút, Baja, Petőfi sziget
- 2003 – Székmérleg, Békéscsaba, Munkácsi Mihály Múzeum
- 2004 – Partra vetett média tutaj, Baja, Petőfi sziget
- 2005 – A boglya utolsó lehelete, Miskolc
- 2006 – Cunami szentély, Baja, Petőfi sziget
- 2006 – Éljen az orgazmus, Miskolci Galéria
- 2006 – Tégla beszéd, Miskolci Galéria
- 2006 – Alfa és Omega, Körmendi Galéria
- 2007 – Kicsengettek, Kaposvár, Vaszary Képtár
- 2008 – Mr. Chagall nyelve és az én székeim, Lengyelország, Gorlice, Városi Művészeti Galéria
- 2008 – A szék útja, Lengyelország, Gorlice, Városi Művészeti Galéria
- 2008 – Ne menj el, Miskolc
- 2008 – Arcok közé szorított corpus sziget, Kaposvár, Vaszary Képtár
- 2009 – Erdély kiáltása, „Hol volt hol nem volt”, Baja, Petőfi sziget
- 2009 – Requiem Bohár Andrásért, Baja, Petőfi sziget
- 2009 – Vízből kilépő templom, Baja, Petőfi sziget
- 2010 – Lepedőakrobatikus feszület (18×2,5×2m) Baja, Petőfi sziget
- 2011 – Razzia a határban, Miskolc
- 2012 – Élethelyzetek, Miskolc
- 2012 – Élethelyzetek 2, Miskolc
- 2012 – Jaj neked MŰVÉSZET(-em), Miskolc
- 2013 – Időremény, Miskolc
- 2013 – Életút, Miskolc
- 2014 – Tükröm, tükröm…, Miskolc
- 2014 – IV. Henrik a hatalom ára, Miskolci Nemzeti Színház
- 2015 – Székálom lebegés, Miskolc
- 2015 – Székekkel az égbe, Miskolc
- 2015 – Palackposta, Miskolci Galéria
- 2015 – Asztalteríték Drozsnyik módra, Topolya Városi Múzeum
- 2015 – Keresztút 1-2,Topolya Városi Múzeum
- 2015 – Topolyai találkozás 1-2, Topolya Városi Múzeum
- 2016 – Magyarnak lenni, Miskolc
- 2017 – Kereszterdő Kortárs Galéria Szerbia/ Dunaszerdahely
- 2017 – Lebegés Kortárs Galéria Szerbia/ Dunaszerdahely
- 2017 – Szárnyalás I-IV. /installáció/ Burai Emlékkiállítás Miskolci Galéria
- 2023 – Lapozó, Élet-Mű- Részek XIV. Miskolci Galéria
- 2023 – Csak azért is, Élet-Mű- Részek XIV. Miskolci Galéria

### Munkái közgyűjteményekben
- Borsod-Abaúj-Zemplén Megyei Múzeum, Miskolc
- Sárospataki Képtár kortárs gyűjtemény, Sárospatak
- Művelődési Minisztérium, Budapest
- Budapest Galéria, Budapest
- II. Rákóczi Ferenc Megyei Könyvtár kortárs gyűjteménye, Miskolc
- Kazinczy Múzeum, Sátoraljaújhely
- Janus Pannonius Múzeum, Pécs
- Tornyai János Múzeum, Hódmezővásárhely
- Magyar Nemzeti Galéria, Budapest
- Jósa András Múzeum, Nyíregyháza
- Xántus János Múzeum, Győr
- Nógrádi Történeti Múzeum, Salgótarján
- Miskolci Galéria, Miskolc
- Balassa Bálint Múzeum, Esztergom
- Kecskeméti Képtár, Kecskemét
- Szombathelyi Képtár, Szombathely
- Móra Ferenc Múzeum, Szeged
- Városi Múzeum, Győr
- Munkácsy Mihály Múzeum, Békéscsaba
- Petőfi Képtár, Kiskőrös
- Déri Múzeum, Debrecen
- Rippl Rónai Múzeum, Kaposvár
- Dráva Múzeum, Barcs
- Kapos Art Képző- és Iparművészeti Egyesület, Kaposvár
- Hajdúböszörményi, Hortobágyi Művésztelep, Hortobágy
- Humor és Szatíra Háza, Gabrovo, Bulgária
- Brusquei Képzőművészeti Múzeum, Brazília
- Brassó Művészeti Múzeum, Brassó, Románia
- Majdaneki Állami Múzeum, Lublin, Lengyelország
- Nagymihályi (Michalovce) Művésztelep, Nagymihály, Szlovákia
- Kortárs Magyar Galéria, Dunaszerdahely, Szlovákia
- Teleki Magyar Ház, Nagybánya, Románia
- Zentai Városi Múzeum, Zenta, Szerbia
- Magyar Sportmúzeum, Budapest
- Floreán Múzeum, Nagybánya, Románia
- Türr István Múzeum, Baja
- Helytörténeti Gyűjtemény, Abaújszántó
- Kelet-Európa Modern Képtár és Nemzetközi Szoborpark, Olaszliszka
- Kossuth-ház, Olaszliszka
- Spanyolnátha Nemzetközi Mailart Gyűjtemény, Hernádkak
- Magyar Elektrográfiai Társaság Kortárs Gyűjteménye, Budapest
- Magyar Grafikus Művészek Kortárs Gyűjteménye, Budapest
- Székely Nemzeti Múzeum, Gyárfás Jenő Képtár, Románia, Sepsiszentgyörgy
- Homoródszentmártoni Képtár, Románia, Homoródszentmárton
- Hajdúsági Nemzetközi Művésztelep, Hajdúböszörmény
- Bangkoki Művészeti Központ, Thaiföld, Bangkok
- Hajdúsági Nemzetközi Művésztelep Hajdúböszörmény

### Megjelent írásai, verseskötetei
- 1987 – Versek. Hírlánc, Miskolc
- 1990 – Versek. Hírlánc, Miskolc
- 1991 – Önvallomások (katalógus előszó), Műcsarnok, Budapest
- 1992 – Versek. Észak-Magyarország (napilap), Miskolc
- 1993 – Versek. Észak-Magyarország (napilap), Miskolc
- 1993 – „Egyszer” (katalógus). Fiatal Képzőművészek Stúdiója, Budapest
- 1994 – Versek. Észak-Magyarország (napilap), Miskolc
- 1999 – Kifehéredett idő (verseskötet). Rónai Művelődési Központ, Miskolc
- 2001 – Pelyhes füvek ördögkarmok (verseskötet). Bíbor Kiadó, Miskolc
- 2001 – Egy napra enyém volt a világ, Új Holnap, IX. szám, Miskolc
- 2008 – Vitae postagalamb, Miskolci nemzetközi operafesztivál antológiája, Miskolc
- 2008 – Vitae postagalamb, Spanyolnátha művészeti folyóirat
- 2009 – A pók hálójában, Miskolci Nemzetközi Operafesztivál Antológiája, Miskolc
- 2009 – A pók hálójában, Spanyolnátha művészeti folyóirat
- 2011 – Tűzben dideregve (verseskötet). Bíbor Kiadó, Miskolc
- 2015 – 20 Imádóknak /A 20. SPM Könyv/Hernádkak
- 2016 – Versek Néző . Pont/Debrecen
- 2017 – Gondolatok Sárkány Győző rajzairól /Bálványok bukása grafikai album/
- 2018 – Versek Néző . Pont Debrecen
- 2019 – Térdeplő időben (verseskötet) Bíbor Kiadó, Miskolc
- 2022 – Ideje lenne (verseskötet) Bíbor Kiadó, Miskolc
- 2023 – Csak azért is (verseskötet), Spanyolnátha, Hernádkak

### Videofilmek
1987 – Gémeskút örökség
1987 – A 36. születésnapomra I.
1987 – A 36. születésnapomra II.
1987 – A 36. születésnapomra III.
1987 – Lyukas szék
1988 – Csal-étek I.
1988 – Csal-étek II.
1988 – Kálvária "A" változat
1988 – Kálvária "B" változat
1990 – Születés I.
1990 – Születés II.
1990 – Az én múzeumom
1990 – Megfosztva mindentől
1990 – Vissza a feladónak I.
1990 – Vissza a feladónak II.
1995 – Etűd
1997 – Alomlebegés
2006 – Becsapósdi (VTV részére: performansz)
2007 – Vándormese (VTV részére: performansz)
2009 – Út egy székek nélküli világba I.
2009 – Út egy székek nélküli világba II. (grafikai változat)
2012 – Székcsapda (grafikai változat) 2012 – Lavór performansz (grafikai változat) 2012 – HELP 2013 – Értem égnek e gyertyák (grafikai változat) 2014 – Bilbaó és a két grácia (grafikai változat) 2015 – A remény tükörképében összetört álmok (grafikai változat) 2015 – Palackposta (grafikai változat) 2016 – Keresztút (grafikai változat) 2017 – Elindulok vándorútra (grafikai változat) 2018 – Üzenet a jövőnek, Nő imádat 2021 – Játék székre 6-8 (attrakció) 2022 – Képek a tájban, "Hogyha nem kell senkinek", Tájképinvázió, 2023 – Vendégvárás,       Arc-hang-játék 1-2   

### Landartok
1983 – Krisztus domb ()
1983 – Szék obeliszkek ()
1983 – Szék-értekezlet a határban ()
1983 – Tér-képzések fotósorozat ()
2009 – Örökségem és jelenem (Tűzből születtem előképei)(Miskolc)
2009 – Menny és pokol (Égi csatlakozás előképei)(Miskolc)
2010 – Produkció 44. (Miskolc)
2010 – Csillagok útját járom (Miskolc)
2010 – In Memoriam Feledy Gyula (Miskolc), 2011 – Asó, kapa… (Miskolc), 2014 – Bilbao és a két grácia (Bilbao óceánpart), 2015 – Időkosár (Miskolc), 2015 – Időrabság (Miskolc), 2016 – Sikoly a kertben (Miskolc), 2016 – Tájbéli absztrakciók (Miskolc) 2018 – Időkerék (Miskolc), 2024 – A haldokló fa álmai (Miskolc),  Segítség (Miskolc)